# 올해의 과학자상
올해의 과학자상은 한국과학기자협회가 선정하여 시상하는 상이다.

## 역대 수상자

### 올해의 과학자상 (1985-현재)
| 연도   | 올해의 과학자상 (1985-1998, 2011-현재) | 올해의 과학자상 (1985-1998, 2011-현재) | 올해의 과학자상 (1985-1998, 2011-현재) | 올해의 과학자상 (1985-1998, 2011-현재) | 비고 |
| 연도   | 과학기술인상 (1999-2005) | 정보통신인상 (1999-2005) | 의학의료인상 (1999-2005) | 과학인상 (2006-2010) | 비고 |
| ------ | --- | --- | --- | --- | --- |
| 1985년 | 윤한식(한국과학기술원 책임연구원, 섬유 및 고합성분자 연구실장) | 윤한식(한국과학기술원 책임연구원, 섬유 및 고합성분자 연구실장) | 윤한식(한국과학기술원 책임연구원, 섬유 및 고합성분자 연구실장) | 윤한식(한국과학기술원 책임연구원, 섬유 및 고합성분자 연구실장) | 강도와 내열성이 뛰어난 신물질 아라미드 펄프를 개발 및 미국물질 특허를 획득 |
| 1986년 | 이원영(연세대학교 의대 교수) | 이원영(연세대학교 의대 교수) | 이원영(연세대학교 의대 교수) | 이원영(연세대학교 의대 교수) | |
| 1987년 | 김영길(한국과학기술원) | 김영길(한국과학기술원) | 김영길(한국과학기술원) | 김영길(한국과학기술원) | |
| 1988년 | 박종세(도핑컨트롤센터 소장) | 박종세(도핑컨트롤센터 소장) | 박종세(도핑컨트롤센터 소장) | 박종세(도핑컨트롤센터 소장) | |
| 1989년 | 박상철(서울대학교 의대 생화학연구실) | 박상철(서울대학교 의대 생화학연구실) | 박상철(서울대학교 의대 생화학연구실) | 박상철(서울대학교 의대 생화학연구실) | |
| 1990년 | 홍주봉(한국과학기술연구원 유전공학연구소 식물학 전공) | 홍주봉(한국과학기술연구원 유전공학연구소 식물학 전공) | 홍주봉(한국과학기술연구원 유전공학연구소 식물학 전공) | 홍주봉(한국과학기술연구원 유전공학연구소 식물학 전공) | 담배잎에서 당뇨병치료에 쓰이는 인슐린을 추출하는데 성공, 국내 유전공학발전에 기여한 공로 |
| 1991년 | 이진효(한국전자통신연구소 기억소자개발사업본부장) | 이진효(한국전자통신연구소 기억소자개발사업본부장) | 이진효(한국전자통신연구소 기억소자개발사업본부장) | 이진효(한국전자통신연구소 기억소자개발사업본부장) | 바이폴라 트랜지스터를 이용한 차세대 수직구조 D램 핵심소자를 세계 최초로 개발한 공로 |
| 1992년 | 김수태(서울대학교 의대 일반외과) | 김수태(서울대학교 의대 일반외과) | 김수태(서울대학교 의대 일반외과) | 김수태(서울대학교 의대 일반외과) | 1969년 신장이식수술, 1980년 간암절제수술, 1988년 간이식수술 등을 각각 국내 최초로 성공시켰으며 7월에는 장기이식 중 가장 어려운 생체 부분 간이식수술에도 성공하여 이식이과학(移植外科學)의 발전에 기여한 공로                                             |
| 1993년 | 박건유(한국과학기술연구원 CFC대체기술센터 박사) | 박건유(한국과학기술연구원 CFC대체기술센터 박사) | 박건유(한국과학기술연구원 CFC대체기술센터 박사) | 박건유(한국과학기술연구원 CFC대체기술센터 박사) | 오존층 파괴의 주범인 프레온가스의 대체물질인 수소불화탄소(HFC-134a)를 국내 최초로 개발한 공로 |
| 1994년 | 이동영(포항공대 물리학과 교수·포항가속기연구소장) | 이동영(포항공대 물리학과 교수·포항가속기연구소장) | 이동영(포항공대 물리학과 교수·포항가속기연구소장) | 이동영(포항공대 물리학과 교수·포항가속기연구소장) | 지난 5년간 제3세대형 포항 방사광가속기의 설계.제작을 지휘한 공로를 인정 |
| 1995년 | 수상자 없음 | 수상자 없음 | 수상자 없음 | 수상자 없음 | |
| 1996년 | 전길남(한국과학기술원 전산학과 교수) | 전길남(한국과학기술원 전산학과 교수) | 전길남(한국과학기술원 전산학과 교수) | 전길남(한국과학기술원 전산학과 교수) | 정보화를 앞당기는데 크게 기여한 인터넷 엑스포를 열어 성공적으로 운영 |
| 1997년 | 권오대(포항공대 전기전자공학과 교수) | 권오대(포항공대 전기전자공학과 교수) | 권오대(포항공대 전기전자공학과 교수) | 권오대(포항공대 전기전자공학과 교수) | 극소전류 작동이 가능한 마이크로 암페어(1백만분의 1 암페어)급 반도체 레이저를 세계 처음으로 개발, 광컴퓨터 및 광교환기 개발에 한걸음 다가서는 계기를 마련                                                                                                 |
| 1998년 | 임지순(서울대학교 물리학과 교수) | 임지순(서울대학교 물리학과 교수) | 임지순(서울대학교 물리학과 교수) | 임지순(서울대학교 물리학과 교수) | 1월 세계 최초로 `꿈의 반도체'로 불리는 탄소반도체이론을 발표한 연구결과는 기존 실리콘 반도체보다 집적도가 1만배이상 높은 초고집적 반도체 소자의 탄생 가능성                                                                                              |
| 1999년 | 황우석(서울대 수의과대학 교수) | 안철수(안철수연구소 소장) | 이현철(연세대학교 의대 교수) | | - 황우석: 2월과 3월 우량 젖소의 자궁세포를 이용한 복제젖소 '영롱이'와 우량 한우의 귀세포 핵을 이용한 복제한우 '진이'를 잇따라 출생 - 안철수: 멜리사, CIH 바이러스가 기승을 부렸을 때 치료백신을 제공하고 사전 주의보를 발표, 막대한 피해를 줄이는데 기여 |
| 2000년 | 이영욱(연세대학교 천문우주학과 교수) | 박병엽(팬택 대표이사 부회장) | | | - 이영욱: 세계수준의 연구결과를 통해 국내 천체물리학 연구수준을 도약시키는데 기여 - 박병엽: 이동통신단말기 분야에서 지속적인 연구개발 투자와 해외시장 진출로 견실한 경영실적을 평가받은 공로                                                             |
| 2001년 | 류성언(한국생명공학연구원) | 이기태(삼성전자) | 이현철(연세대학교) | | |
| 2002년 | 배석철(충북대학교 교수) | 이경준(KTF 사장) | 박귀원(서울대 의대 교수) | | - 배석철: 세계 최초로 위암을 억제하는 유전자를 발견 |
| 2003년 | 조준명(㈜크리스탈지노믹스) | 노용만(한국정보통신대학교 교수) | 조윤애(고려대학교 안암병원 교수) | | - 조준명: 세계 최초로 생리활성 단백질 효소인 PDE-5 작용원리를 밝힌 공로 - 노용만: 인터넷상 유해 정보를 차단하는 핵심 영상인식기술을 개발 - 조윤애: 사시환자 수술완치율을 높이는 데 공헌                                                                  |
| 2004년 | 이상열(경상대학교 환경생명과학연구센터 소장) | 권순철(케이티 기간망본부 기간전송담당 상무) | 송재훈(성균관대학교 삼성서울병원 감염내과장 교수) | | - 이상열: 세계적인 과학 학술지 셀에 다운증후군 발병요인을 규명한 논문을 게재 |
| 2005년 | 김경규(성균관대학교 의과대학 교수) | 김영균(중앙대학교 의과대학 교수) | 김동욱(가톨릭대학교 의과대학 교수) | | |
| 2006년 | | | | 이상엽(한국과학기술원 생명화학공학과 교수) | |
| 2007년 | | | | 이지오(한국과학기술원 화학과) | |
| 2008년 | | | | 서영준(서울대학교 약학대학) | |
| 2009년 | | | | 장규태(한국생명공학연구원 국가영장류센터) | |
| 2010년 | | | | 박종오(전남대학교 로봇연구소 소장) | |
| 2011년 | 박완철(한국과학기술연구원 박사) | 박완철(한국과학기술연구원 박사) | 박완철(한국과학기술연구원 박사) | 박완철(한국과학기술연구원 박사) | |
| 2012년 | 김세광(한국생산기술연구원 주조기술센터 박사) 김종열(한국한의학연구원 정책연구센터장) 한동근(한국과학기술연구원 생체재료연구단) 최호남(한국과학기술정보연구원 정보서비스센터장)                    | 김세광(한국생산기술연구원 주조기술센터 박사) 김종열(한국한의학연구원 정책연구센터장) 한동근(한국과학기술연구원 생체재료연구단) 최호남(한국과학기술정보연구원 정보서비스센터장)                    | 김세광(한국생산기술연구원 주조기술센터 박사) 김종열(한국한의학연구원 정책연구센터장) 한동근(한국과학기술연구원 생체재료연구단) 최호남(한국과학기술정보연구원 정보서비스센터장)                    | 김세광(한국생산기술연구원 주조기술센터 박사) 김종열(한국한의학연구원 정책연구센터장) 한동근(한국과학기술연구원 생체재료연구단) 최호남(한국과학기술정보연구원 정보서비스센터장)                    | |
| 2013년 | 박종오(전남대학교 기계공학부 교수) 이상엽(한국과학기술원 교수) 민경찬(연세대학교 수학과 교수) 김승환(포항공과대학교 교수) (故)강관형(포항공과대학교) (故)서갑양(서울대)                           | 박종오(전남대학교 기계공학부 교수) 이상엽(한국과학기술원 교수) 민경찬(연세대학교 수학과 교수) 김승환(포항공과대학교 교수) (故)강관형(포항공과대학교) (故)서갑양(서울대)                           | 박종오(전남대학교 기계공학부 교수) 이상엽(한국과학기술원 교수) 민경찬(연세대학교 수학과 교수) 김승환(포항공과대학교 교수) (故)강관형(포항공과대학교) (故)서갑양(서울대)                           | 박종오(전남대학교 기계공학부 교수) 이상엽(한국과학기술원 교수) 민경찬(연세대학교 수학과 교수) 김승환(포항공과대학교 교수) (故)강관형(포항공과대학교) (故)서갑양(서울대)                           | |
| 2014년 | 이융남(한국지질자원연구원 지질박물관장) 박형주(포스텍 수학과 교수) 성영철(포항공과대학교 융합생명공학부)                                                                                          | 이융남(한국지질자원연구원 지질박물관장) 박형주(포스텍 수학과 교수) 성영철(포항공과대학교 융합생명공학부)                                                                                          | 이융남(한국지질자원연구원 지질박물관장) 박형주(포스텍 수학과 교수) 성영철(포항공과대학교 융합생명공학부)                                                                                          | 이융남(한국지질자원연구원 지질박물관장) 박형주(포스텍 수학과 교수) 성영철(포항공과대학교 융합생명공학부)                                                                                          | - 이융남: 10월 몽골 고비사막에서 티라노사우루스보다도 큰 손 화석으로 관심을 모았던 '데이노케이루스 미리피쿠스(Deinocheirus mirificus)'의 실체 규명 - 박형주: 2014 세계수학자대회 - 성영철: 자궁경부 전암 치료 DNA 백신을 개발한 공로                     |
| 2015년 | 김진수(IBS 유전체교정연구단자/서울대 화학부 교수) 오준호(한국과학기술원(KAIST) 기계공학과 교수) 방영주(서울대학교 의과대학 내과학 교수)                                                           | 김진수(IBS 유전체교정연구단자/서울대 화학부 교수) 오준호(한국과학기술원(KAIST) 기계공학과 교수) 방영주(서울대학교 의과대학 내과학 교수)                                                           | 김진수(IBS 유전체교정연구단자/서울대 화학부 교수) 오준호(한국과학기술원(KAIST) 기계공학과 교수) 방영주(서울대학교 의과대학 내과학 교수)                                                           | 김진수(IBS 유전체교정연구단자/서울대 화학부 교수) 오준호(한국과학기술원(KAIST) 기계공학과 교수) 방영주(서울대학교 의과대학 내과학 교수)                                                           | |
| 2016년 | 김빛내리(서울대 생명과학부 교수) 한호성(분당서울대병원 외과 교수) 홍태경(연세대 지구시스템과학과 교수)                                                                                            | 김빛내리(서울대 생명과학부 교수) 한호성(분당서울대병원 외과 교수) 홍태경(연세대 지구시스템과학과 교수)                                                                                            | 김빛내리(서울대 생명과학부 교수) 한호성(분당서울대병원 외과 교수) 홍태경(연세대 지구시스템과학과 교수)                                                                                            | 김빛내리(서울대 생명과학부 교수) 한호성(분당서울대병원 외과 교수) 홍태경(연세대 지구시스템과학과 교수)                                                                                            | |
| 2017년 | 임명신(서울대 물리천문학부 교수) (故)찰스 서((전) (영어) 기초과학연구원(IBS) 미생물공생연구단장) 한국중력파연구협력단(한국중력파연구협력단)                                                       | 임명신(서울대 물리천문학부 교수) (故)찰스 서((전) (영어) 기초과학연구원(IBS) 미생물공생연구단장) 한국중력파연구협력단(한국중력파연구협력단)                                                       | 임명신(서울대 물리천문학부 교수) (故)찰스 서((전) (영어) 기초과학연구원(IBS) 미생물공생연구단장) 한국중력파연구협력단(한국중력파연구협력단)                                                       | 임명신(서울대 물리천문학부 교수) (故)찰스 서((전) (영어) 기초과학연구원(IBS) 미생물공생연구단장) 한국중력파연구협력단(한국중력파연구협력단)                                                       | |
| 2018년 | 악셀 팀머만(Axel Timmermann) (기초과학연구원(IBS) 기후물리연구단장) 박남규(성균관대학교 화학공학부 교수) 한국항공우주연구원 한국형발사체개발사업본부(한국항공우주연구원 한국형발사체개발사업본부) | 악셀 팀머만(Axel Timmermann) (기초과학연구원(IBS) 기후물리연구단장) 박남규(성균관대학교 화학공학부 교수) 한국항공우주연구원 한국형발사체개발사업본부(한국항공우주연구원 한국형발사체개발사업본부) | 악셀 팀머만(Axel Timmermann) (기초과학연구원(IBS) 기후물리연구단장) 박남규(성균관대학교 화학공학부 교수) 한국항공우주연구원 한국형발사체개발사업본부(한국항공우주연구원 한국형발사체개발사업본부) | 악셀 팀머만(Axel Timmermann) (기초과학연구원(IBS) 기후물리연구단장) 박남규(성균관대학교 화학공학부 교수) 한국항공우주연구원 한국형발사체개발사업본부(한국항공우주연구원 한국형발사체개발사업본부) | |
| 2019년 | 김일두(한국과학기술원(KAIST) 신소재공학과 교수) 묵인희(서울대학교 의과대학 생화학교실 교수) 이진한(고려대학교 지구환경과학과 교수)                                                                | 김일두(한국과학기술원(KAIST) 신소재공학과 교수) 묵인희(서울대학교 의과대학 생화학교실 교수) 이진한(고려대학교 지구환경과학과 교수)                                                                | 김일두(한국과학기술원(KAIST) 신소재공학과 교수) 묵인희(서울대학교 의과대학 생화학교실 교수) 이진한(고려대학교 지구환경과학과 교수)                                                                | 김일두(한국과학기술원(KAIST) 신소재공학과 교수) 묵인희(서울대학교 의과대학 생화학교실 교수) 이진한(고려대학교 지구환경과학과 교수)                                                                | |
| 2020년 | 고규영(기초과학연구원(IBS) 혈관연구단장) 김범태(한국화학연구원 CEVI(신종바이러스) 융합연구단장) 장혜식(서울대학교 생명과학부 교수)                                                                | 고규영(기초과학연구원(IBS) 혈관연구단장) 김범태(한국화학연구원 CEVI(신종바이러스) 융합연구단장) 장혜식(서울대학교 생명과학부 교수)                                                                | 고규영(기초과학연구원(IBS) 혈관연구단장) 김범태(한국화학연구원 CEVI(신종바이러스) 융합연구단장) 장혜식(서울대학교 생명과학부 교수)                                                                | 고규영(기초과학연구원(IBS) 혈관연구단장) 김범태(한국화학연구원 CEVI(신종바이러스) 융합연구단장) 장혜식(서울대학교 생명과학부 교수)                                                                | |
| 2021년 | 석상일(울산과학기술원 에너지화학공학과 교수) 이준이(부산대학교 기후과학연구소 교수) 최재욱(고려대 의대 예방의학교실 교수) 홍정주(한국생명공학연구원 국가영장류센터 책임연구원)                    | 석상일(울산과학기술원 에너지화학공학과 교수) 이준이(부산대학교 기후과학연구소 교수) 최재욱(고려대 의대 예방의학교실 교수) 홍정주(한국생명공학연구원 국가영장류센터 책임연구원)                    | 석상일(울산과학기술원 에너지화학공학과 교수) 이준이(부산대학교 기후과학연구소 교수) 최재욱(고려대 의대 예방의학교실 교수) 홍정주(한국생명공학연구원 국가영장류센터 책임연구원)                    | 석상일(울산과학기술원 에너지화학공학과 교수) 이준이(부산대학교 기후과학연구소 교수) 최재욱(고려대 의대 예방의학교실 교수) 홍정주(한국생명공학연구원 국가영장류센터 책임연구원)                    | |
| 2022년 | 고정환(한국항공우주연구원 한국형발사체개발사업본부장) 정수종(서울대학교 환경대학원 환경계획학과 교수) 허준이(프린스턴대학교 수학과 교수/고등과학원 수학부 석학교수)                               | 고정환(한국항공우주연구원 한국형발사체개발사업본부장) 정수종(서울대학교 환경대학원 환경계획학과 교수) 허준이(프린스턴대학교 수학과 교수/고등과학원 수학부 석학교수)                               | 고정환(한국항공우주연구원 한국형발사체개발사업본부장) 정수종(서울대학교 환경대학원 환경계획학과 교수) 허준이(프린스턴대학교 수학과 교수/고등과학원 수학부 석학교수)                               | 고정환(한국항공우주연구원 한국형발사체개발사업본부장) 정수종(서울대학교 환경대학원 환경계획학과 교수) 허준이(프린스턴대학교 수학과 교수/고등과학원 수학부 석학교수)                               | |
| 2023년 | 김하일(한국과학기술원 의과학대학원 교수) 선양국(한양대학교 에너지공학과 교수) 한상욱(한국과학기술연구원 양자정보연구단 단장)                                                                      | 김하일(한국과학기술원 의과학대학원 교수) 선양국(한양대학교 에너지공학과 교수) 한상욱(한국과학기술연구원 양자정보연구단 단장)                                                                      | 김하일(한국과학기술원 의과학대학원 교수) 선양국(한양대학교 에너지공학과 교수) 한상욱(한국과학기술연구원 양자정보연구단 단장)                                                                      | 김하일(한국과학기술원 의과학대학원 교수) 선양국(한양대학교 에너지공학과 교수) 한상욱(한국과학기술연구원 양자정보연구단 단장)                                                                      | |
| 2024년 | 김창영(서울대학교 물리천문학부 교수) 백민경(서울대학교 생명과학부 교수) 조일주(고려대학교 의과대학 교수)                                                                                          | 김창영(서울대학교 물리천문학부 교수) 백민경(서울대학교 생명과학부 교수) 조일주(고려대학교 의과대학 교수)                                                                                          | 김창영(서울대학교 물리천문학부 교수) 백민경(서울대학교 생명과학부 교수) 조일주(고려대학교 의과대학 교수)                                                                                          | 김창영(서울대학교 물리천문학부 교수) 백민경(서울대학교 생명과학부 교수) 조일주(고려대학교 의과대학 교수)                                                                                          | |

### 팬택과학언론인상 (2002-2004)
- 2002년 제1회[16]
  - 과학기술부문: 김길원 (《연합뉴스》)
  - 정보통신부문: 김정기 (《SBS》)
  - 의학의료부문: 이성주 (《동아일보》)
- 2003년 제2회[17][18]
  - 정보통신부문: 김재섭 (《한겨레》 정보통신전문기자)
  - 과학기술부문: 박방주 (《중앙일보》,  공항진 《SBS》)
  - 의학의료부문: 이준규 (《경향신문》 생활레저팀 차장
- 2004년 제3회[19]
  - 과학기술 부문: 김진두 (《YTN》) 이은정 (《경향신문》)
  - 정보통신 부문: 백용대 (《디지털타임스》)
  - 의학의료 부문: 권대익 (《한국일보》)

## 같이 보기
- 고시바상
- 국제인명기관상
- 금호국제과학상
- 올해의 신진연구자상
- 세계여성과학상
- 여성과학기술자상
- 유네스코 청년과학자상
- 젊은 과학자상
- 팬택과학언론인상
- 한국과학상
- 한국공학상
- 헬레나 루빈스타인상
- 호암상